# Stefani (Boeotia)
Stefani  este un oraș în Grecia în prefectura Boeotia.